# Camillo Melzi
Pour les articles homonymes, voir Melzi.
Camillo Melzi (né en 1582 à Milan, dans l'actuelle Lombardie, alors capitale du duché de Milan et mort le 21 janvier 1659 à Rome) est un cardinal italien du XVIIe siècle.

## Biographie
Camillo Melzi exerce diverses fonctions au sein de la curie romaine, notamment comme lieutenant civil de l'auditeur de la chambre et comme référendaire au tribunal suprême de la Signature apostolique. Il est nommé archevêque de Capoue en 1636 et est envoyé comme nonce apostolique dans le Grand-duché de Toscane en 1636, puis en Autriche en 1644 et secrétaire de la Congrégation des évêques en 1652.
Le pape Alexandre VII le crée cardinal lors du consistoire du 9 avril 1657.

## Sources
- Fiche du cardinal Camillo Melzi sur le site de la Florida International University